# 板藻属
板藻属（学名：Platydorina）为团藻科的一个单种属。

## 下属物种
本属包括以下物种：
- 具尾板藻 Platydorina caudata Kofoid, 1899